# Kvalspelet till Europamästerskapet i fotboll för damer 2022 (grupp H)
Kvalspelet till Europamästerskapet i fotboll för damer 2022 (grupp H) spelas från 29 augusti 2019 till 1 december 2020.

## Tabell
| Nr | Lag      | S | V | O | F | GM | IM | MS  | P  |
| -- | -------- | - | - | - | - | -- | -- | --- | -- |
| 1  | Belgien  | 8 | 7 | 0 | 1 | 37 | 5  | +32 | 21 |
| 2  | Schweiz  | 8 | 6 | 1 | 1 | 20 | 6  | +14 | 19 |
| 3  | Rumänien | 8 | 4 | 0 | 4 | 13 | 16 | −3  | 12 |
| 4  | Kroatien | 8 | 2 | 1 | 5 | 7  | 19 | −12 | 7  |
| 5  | Litauen  | 8 | 0 | 0 | 8 | 1  | 32 | −31 | 0  |

## Matcher
|             | 29 augusti 2019 | Litauen                 | 1 – 2   | Kroatien                                    | Savivaldybė Stadium                               |                                                   |
| 18:30 UTC+3 | 18:30 UTC+3     | Dovilė Gailevičiūtė 86′ | Rapport | 37′ Isabella Dujmenović 48′ Kristina Šundov | Šiauliai Publik: 423 Domare: Laura Rapp (Sverige) | Šiauliai Publik: 423 Domare: Laura Rapp (Sverige) |
| 18:30 UTC+3 | 18:30 UTC+3     |                         |         |                                             | Šiauliai Publik: 423 Domare: Laura Rapp (Sverige) | Šiauliai Publik: 423 Domare: Laura Rapp (Sverige) |
| 18:30 UTC+3 | 18:30 UTC+3     |                         |         |                                             | Šiauliai Publik: 423 Domare: Laura Rapp (Sverige) | Šiauliai Publik: 423 Domare: Laura Rapp (Sverige) |

|             | 3 september 2019 | Schweiz                                                                                      | 4 – 0           | Litauen | LIPO Park Schaffhausen                                                    |                                                                           |
| 19:00 UTC+2 | 19:00 UTC+2      | Milda Liužinaitė 19′ (sjm.) Fabienne Humm 47′ Ramona Bachmann 68′ Ana-Maria Crnogorčević 79′ | (1 – 0) Rapport |         | Schaffhausen Publik: 3 123 Domare: Merima Čelik (Bosnien och Hercegovina) | Schaffhausen Publik: 3 123 Domare: Merima Čelik (Bosnien och Hercegovina) |
| 19:00 UTC+2 | 19:00 UTC+2      |                                                                                              |                 |         | Schaffhausen Publik: 3 123 Domare: Merima Čelik (Bosnien och Hercegovina) | Schaffhausen Publik: 3 123 Domare: Merima Čelik (Bosnien och Hercegovina) |
| 19:00 UTC+2 | 19:00 UTC+2      |                                                                                              |                 |         | Schaffhausen Publik: 3 123 Domare: Merima Čelik (Bosnien och Hercegovina) | Schaffhausen Publik: 3 123 Domare: Merima Čelik (Bosnien och Hercegovina) |

|             | 3 september 2019 | Belgien                                                                                  | 6 – 1           | Kroatien          | Den Dreef                                            |                                                      |
| 20:30 UTC+2 | 20:30 UTC+2      | Janice Cayman 18′, 59′, 66′ Tine De Caigny 44′ Laura Deloose 74′ Davinia Vanmechelen 78′ | (2 – 0) Rapport | 84′ Izabela Lojna | Leuven Publik: 3 344 Domare: Henrikke Nervik (Norge) | Leuven Publik: 3 344 Domare: Henrikke Nervik (Norge) |
| 20:30 UTC+2 | 20:30 UTC+2      |                                                                                          |                 |                   | Leuven Publik: 3 344 Domare: Henrikke Nervik (Norge) | Leuven Publik: 3 344 Domare: Henrikke Nervik (Norge) |
| 20:30 UTC+2 | 20:30 UTC+2      |                                                                                          |                 |                   | Leuven Publik: 3 344 Domare: Henrikke Nervik (Norge) | Leuven Publik: 3 344 Domare: Henrikke Nervik (Norge) |

|             | 4 oktober 2019 | Litauen | 0 – 3           | Schweiz                                                                             | Savivaldybė Stadium                               |                                                   |
| 18:30 UTC+3 | 18:30 UTC+3    |         | (0 – 1) Rapport | 35′ (str.) Ana-Maria Crnogorčević 66′ Rahel Kiwic 70′ (sjm.) Vestina Neverdauskaitė | Šiauliai Publik: 237 Domare: Ewa Augustyn (Polen) | Šiauliai Publik: 237 Domare: Ewa Augustyn (Polen) |
| 18:30 UTC+3 | 18:30 UTC+3    |         |                 |                                                                                     | Šiauliai Publik: 237 Domare: Ewa Augustyn (Polen) | Šiauliai Publik: 237 Domare: Ewa Augustyn (Polen) |
| 18:30 UTC+3 | 18:30 UTC+3    |         |                 |                                                                                     | Šiauliai Publik: 237 Domare: Ewa Augustyn (Polen) | Šiauliai Publik: 237 Domare: Ewa Augustyn (Polen) |

|             | 8 oktober 2019 | Rumänien | 0 – 1           | Belgien          | Stadionul Dr. Constantin Rădulescu                              |                                                                 |
| 18:30 UTC+3 | 18:30 UTC+3    |          | (0 – 1) Rapport | 9′ Laura De Neve | Cluj-Napoca Publik: 1 073 Domare: Marta Huerta De Aza (Spanien) | Cluj-Napoca Publik: 1 073 Domare: Marta Huerta De Aza (Spanien) |
| 18:30 UTC+3 | 18:30 UTC+3    |          |                 |                  | Cluj-Napoca Publik: 1 073 Domare: Marta Huerta De Aza (Spanien) | Cluj-Napoca Publik: 1 073 Domare: Marta Huerta De Aza (Spanien) |
| 18:30 UTC+3 | 18:30 UTC+3    |          |                 |                  | Cluj-Napoca Publik: 1 073 Domare: Marta Huerta De Aza (Spanien) | Cluj-Napoca Publik: 1 073 Domare: Marta Huerta De Aza (Spanien) |

|             | 8 oktober 2019 | Schweiz                                          | 2 – 0           | Kroatien | Stockhorn Arena                                           |                                                           |
| 19:00 UTC+2 | 19:00 UTC+2    | Ana-Maria Crnogorčević 9′ Géraldine Reuteler 31′ | (2 – 0) Rapport |          | Thun Publik: 4 512 Domare: Katarzyna Lisiecka-Sęk (Polen) | Thun Publik: 4 512 Domare: Katarzyna Lisiecka-Sęk (Polen) |
| 19:00 UTC+2 | 19:00 UTC+2    |                                                  |                 |          | Thun Publik: 4 512 Domare: Katarzyna Lisiecka-Sęk (Polen) | Thun Publik: 4 512 Domare: Katarzyna Lisiecka-Sęk (Polen) |
| 19:00 UTC+2 | 19:00 UTC+2    |                                                  |                 |          | Thun Publik: 4 512 Domare: Katarzyna Lisiecka-Sęk (Polen) | Thun Publik: 4 512 Domare: Katarzyna Lisiecka-Sęk (Polen) |

|             | 8 november 2019 | Rumänien                                                                              | 3 – 0           | Litauen | Stadionul Mogoșoaia                                       |                                                           |
| 18:00 UTC+2 | 18:00 UTC+2     | Ștefania Vătafu 17′ (str.) Vestina Neverdauskaitė 29′ (sjm.) Andreea Voicu 70′ (str.) | (2 – 0) Rapport |         | Mogoșoaia Publik: 150 Domare: Petra Pavlikova (Slovakien) | Mogoșoaia Publik: 150 Domare: Petra Pavlikova (Slovakien) |
| 18:00 UTC+2 | 18:00 UTC+2     |                                                                                       |                 |         | Mogoșoaia Publik: 150 Domare: Petra Pavlikova (Slovakien) | Mogoșoaia Publik: 150 Domare: Petra Pavlikova (Slovakien) |
| 18:00 UTC+2 | 18:00 UTC+2     |                                                                                       |                 |         | Mogoșoaia Publik: 150 Domare: Petra Pavlikova (Slovakien) | Mogoșoaia Publik: 150 Domare: Petra Pavlikova (Slovakien) |

|             | 8 november 2019 | Kroatien         | 1 – 4           | Belgien                                                                | Stadion ŠRC Zaprešić                                 |                                                      |
| 18:00 UTC+1 | 18:00 UTC+1     | Anela Lubina 40′ | (1 – 2) Rapport | 15′ (str.) Tessa Wullaert 31′, 56′ Davina Philtjens 81′ Tine De Caigny | Zaprešić Publik: 357 Domare: Tess Olofsson (Sverige) | Zaprešić Publik: 357 Domare: Tess Olofsson (Sverige) |
| 18:00 UTC+1 | 18:00 UTC+1     |                  |                 |                                                                        | Zaprešić Publik: 357 Domare: Tess Olofsson (Sverige) | Zaprešić Publik: 357 Domare: Tess Olofsson (Sverige) |
| 18:00 UTC+1 | 18:00 UTC+1     |                  |                 |                                                                        | Zaprešić Publik: 357 Domare: Tess Olofsson (Sverige) | Zaprešić Publik: 357 Domare: Tess Olofsson (Sverige) |

|             | 12 november 2019 | Schweiz                                                                                             | 6 – 0   | Rumänien | LIPO Park Schaffhausen                              |                                                     |
| 19:00 UTC+1 | 19:00 UTC+1      | Ramona Bachmann 26′, 45′, 74′ Ana-Maria Crnogorčević 65′ (str.) Fabienne Humm 81′ Svenja Fölmli 88′ | Rapport |          | Schaffhausen Domare: Shona Shukrula (Nederländerna) | Schaffhausen Domare: Shona Shukrula (Nederländerna) |
| 19:00 UTC+1 | 19:00 UTC+1      | |         |          | Schaffhausen Domare: Shona Shukrula (Nederländerna) | Schaffhausen Domare: Shona Shukrula (Nederländerna) |
| 19:00 UTC+1 | 19:00 UTC+1      | |         |          | Schaffhausen Domare: Shona Shukrula (Nederländerna) | Schaffhausen Domare: Shona Shukrula (Nederländerna) |

|             | 12 november 2019 | Belgien                                                               | 6 – 0           | Litauen | Den Dreef                                                  |                                                            |
| 20:30 UTC+1 | 20:30 UTC+1      | Tine De Caigny 14′, 32′, 46′, 66′, 73′ Algimante Mikutaitė 29′ (sjm.) | (3 – 0) Rapport |         | Leuven Publik: 4 587 Domare: Ivana Projkovska (Makedonien) | Leuven Publik: 4 587 Domare: Ivana Projkovska (Makedonien) |
| 20:30 UTC+1 | 20:30 UTC+1      |                                                                       |                 |         | Leuven Publik: 4 587 Domare: Ivana Projkovska (Makedonien) | Leuven Publik: 4 587 Domare: Ivana Projkovska (Makedonien) |
| 20:30 UTC+1 | 20:30 UTC+1      |                                                                       |                 |         | Leuven Publik: 4 587 Domare: Ivana Projkovska (Makedonien) | Leuven Publik: 4 587 Domare: Ivana Projkovska (Makedonien) |

|             | 18 september 2020 | Belgien                                                                                         | 6 – 1           | Rumänien      | Den Dreef                                     |                                               |
| 17:30 UTC+2 | 17:30 UTC+2       | Tessa Wullaert 19′ (str.), 45′, 51′ Janice Cayman 26′ Elena Dhont 80′ Justine Vanhaevermaet 84′ | (3 – 0) Rapport | 53′ Laura Rus | Leuven Domare: Volha Tsiareshka (Vitryssland) | Leuven Domare: Volha Tsiareshka (Vitryssland) |
| 17:30 UTC+2 | 17:30 UTC+2       |                                                                                                 |                 |               | Leuven Domare: Volha Tsiareshka (Vitryssland) | Leuven Domare: Volha Tsiareshka (Vitryssland) |
| 17:30 UTC+2 | 17:30 UTC+2       |                                                                                                 |                 |               | Leuven Domare: Volha Tsiareshka (Vitryssland) | Leuven Domare: Volha Tsiareshka (Vitryssland) |

|             | 18 september 2020 | Kroatien         | 1 – 1           | Schweiz             | Stadion ŠRC Zaprešić                      |                                           |
| 17:30 UTC+2 | 17:30 UTC+2       | Ivana Rudelić 3′ | (1 – 0) Rapport | 74′ Ramona Bachmann | Zaprešić Domare: Lucie Šulcová (Tjeckien) | Zaprešić Domare: Lucie Šulcová (Tjeckien) |
| 17:30 UTC+2 | 17:30 UTC+2       |                  |                 |                     | Zaprešić Domare: Lucie Šulcová (Tjeckien) | Zaprešić Domare: Lucie Šulcová (Tjeckien) |
| 17:30 UTC+2 | 17:30 UTC+2       |                  |                 |                     | Zaprešić Domare: Lucie Šulcová (Tjeckien) | Zaprešić Domare: Lucie Šulcová (Tjeckien) |

|             | 22 september 2020 | Rumänien                                                                 | 4 – 1           | Kroatien         | Stadionul Mogoșoaia                                 |                                                     |
| 19:00 UTC+3 | 19:00 UTC+3       | Iva Landeka 16′ (sjm.) Mara Bătea 39′ Andrea Herczeg 45+3′ Laura Rus 67′ | (3 – 1) Rapport | 9′ Ivana Rudelić | Mogoșoaia Domare: Ivana Projkovska (Nordmakedonien) | Mogoșoaia Domare: Ivana Projkovska (Nordmakedonien) |
| 19:00 UTC+3 | 19:00 UTC+3       |                                                                          |                 |                  | Mogoșoaia Domare: Ivana Projkovska (Nordmakedonien) | Mogoșoaia Domare: Ivana Projkovska (Nordmakedonien) |
| 19:00 UTC+3 | 19:00 UTC+3       |                                                                          |                 |                  | Mogoșoaia Domare: Ivana Projkovska (Nordmakedonien) | Mogoșoaia Domare: Ivana Projkovska (Nordmakedonien) |

|             | 22 september 2020 | Schweiz                         | 2 – 1           | Belgien            | Arena Thun                           |                                      |
| 19:00 UTC+2 | 19:00 UTC+2       | Malin Gut 5′ Alisha Lehmann 63′ | (1 – 0) Rapport | 70′ Tessa Wullaert | Thun Domare: Tess Olofsson (Sverige) | Thun Domare: Tess Olofsson (Sverige) |
| 19:00 UTC+2 | 19:00 UTC+2       |                                 |                 |                    | Thun Domare: Tess Olofsson (Sverige) | Thun Domare: Tess Olofsson (Sverige) |
| 19:00 UTC+2 | 19:00 UTC+2       |                                 |                 |                    | Thun Domare: Tess Olofsson (Sverige) | Thun Domare: Tess Olofsson (Sverige) |

|             | 23 oktober 2020 | Litauen | 0 – 4           | Rumänien                                                               | Marijampolė fotbollsarena                       |                                                 |
| 19:00 UTC+3 | 19:00 UTC+3     |         | (0 – 0) Rapport | 63′, 81′ (str.) Ștefania Vătafu 77′ Laura Rus 90′ Ana Maria Vlădulescu | Marijampolė Domare: Lorraine Watson (Skottland) | Marijampolė Domare: Lorraine Watson (Skottland) |
| 19:00 UTC+3 | 19:00 UTC+3     |         |                 |                                                                        | Marijampolė Domare: Lorraine Watson (Skottland) | Marijampolė Domare: Lorraine Watson (Skottland) |
| 19:00 UTC+3 | 19:00 UTC+3     |         |                 |                                                                        | Marijampolė Domare: Lorraine Watson (Skottland) | Marijampolė Domare: Lorraine Watson (Skottland) |

|             | 27 oktober 2020 | Rumänien | 0 – 2           | Schweiz                                   | Football Centre FRF                        |                                            |
| 17:30 UTC+2 | 17:30 UTC+2     |          | (0 – 1) Rapport | 29′ Coumba Sow 79′ Ana-Maria Crnogorčević | Mogoşoaia Domare: Melis Özçiğdem (Turkiet) | Mogoşoaia Domare: Melis Özçiğdem (Turkiet) |
| 17:30 UTC+2 | 17:30 UTC+2     |          |                 |                                           | Mogoşoaia Domare: Melis Özçiğdem (Turkiet) | Mogoşoaia Domare: Melis Özçiğdem (Turkiet) |
| 17:30 UTC+2 | 17:30 UTC+2     |          |                 |                                           | Mogoşoaia Domare: Melis Özçiğdem (Turkiet) | Mogoşoaia Domare: Melis Özçiğdem (Turkiet) |

|             | 27 oktober 2020 | Litauen | 0 – 9           | Belgien | Marijampolė fotbollsarena                     |                                               |
| 19:00 UTC+2 | 19:00 UTC+2     |         | (0 – 5) Rapport | 12′, 69′, 82′ Tessa Wullaert 14′ (sjm.) Milda Liužinaitė 21′ (sjm.) Gabija Gedgaudaitė 30′, 40′, 56′ Tine De Caigny 84′ Marie Minnaert | Marijampolė Domare: Lina Lehtovaara (Finland) | Marijampolė Domare: Lina Lehtovaara (Finland) |
| 19:00 UTC+2 | 19:00 UTC+2     |         |                 | | Marijampolė Domare: Lina Lehtovaara (Finland) | Marijampolė Domare: Lina Lehtovaara (Finland) |
| 19:00 UTC+2 | 19:00 UTC+2     |         |                 | | Marijampolė Domare: Lina Lehtovaara (Finland) | Marijampolė Domare: Lina Lehtovaara (Finland) |

|             | 27 november 2020 | Kroatien | –       | Litauen | Aldo Drosina Stadium                  |                                       |
| 16:00 UTC+1 | 16:00 UTC+1      |          | Rapport |         | Pula Domare: Lucie Šulcová (Tjeckien) | Pula Domare: Lucie Šulcová (Tjeckien) |
| 16:00 UTC+1 | 16:00 UTC+1      |          |         |         | Pula Domare: Lucie Šulcová (Tjeckien) | Pula Domare: Lucie Šulcová (Tjeckien) |
| 16:00 UTC+1 | 16:00 UTC+1      |          |         |         | Pula Domare: Lucie Šulcová (Tjeckien) | Pula Domare: Lucie Šulcová (Tjeckien) |

|       | 1 december 2020 | Belgien | –       | Schweiz | Den Dreef |        |
| UTC+1 | UTC+1           |         | Rapport |         | Leuven    | Leuven |
| UTC+1 | UTC+1           |         |         |         | Leuven    | Leuven |
| UTC+1 | UTC+1           |         |         |         | Leuven    | Leuven |

|             | 1 december 2020 | Kroatien | –       | Rumänien | Aldo Drosina Stadium                     |                                          |
| 16:00 UTC+1 | 16:00 UTC+1     |          | Rapport |          | Pula Domare: Lorraine Watson (Skottland) | Pula Domare: Lorraine Watson (Skottland) |
| 16:00 UTC+1 | 16:00 UTC+1     |          |         |          | Pula Domare: Lorraine Watson (Skottland) | Pula Domare: Lorraine Watson (Skottland) |
| 16:00 UTC+1 | 16:00 UTC+1     |          |         |          | Pula Domare: Lorraine Watson (Skottland) | Pula Domare: Lorraine Watson (Skottland) |

## Anmärkningslista
1. 1 2 3 4 5 6  Alla matcher var ursprungligen planerade att spelas under april och juni 2020 men fick skjutas upp på grund av coronavirusutbrottet.